# Chabrot
Faire chabrot, ou chabròl en occitan, est une coutume de la moitié sud de la France qui consiste, quand il reste un fond de soupe ou de potage, à ajouter dans l'assiette du vin rouge pour diluer ce bouillon puis de porter le plat à la bouche, et à l'avaler à grandes goulées.

## Tradition

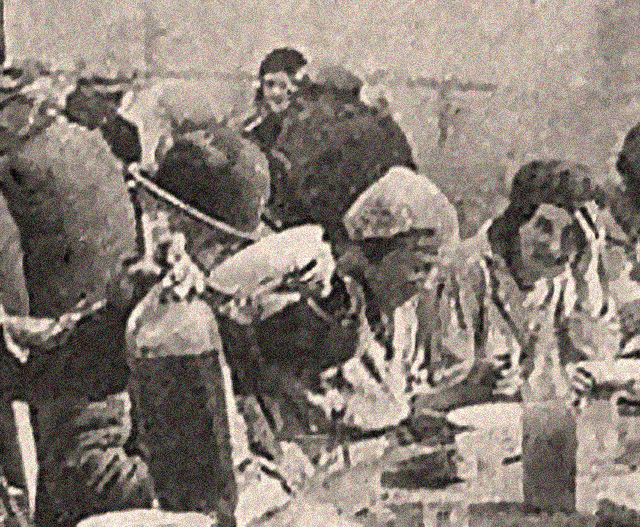
Vendangeur provençal faisant chabrot

Le chabrot a été fait régulièrement pour des soupes comme la bréjaude ou la garbure. Cette action nécessitait l'usage du récipient traditionnel utilisé pour servir les soupes, soit un bol profond de forme sphérique, soit une écuelle. Il était le plus souvent sans poignée, en terre cuite, de forme bombée et quelque peu étroit.
Le Périgourdin fa chabròu ; en Limousin on fait chabrot ; tandis qu'en Provence, Frédéric Mistral explique que cabroù est issu du latin capreolus. Faire chabrot, c'est donc « boire comme une chèvre ». Dans le Poitou et en Saintonge, on utilise aussi le mot « godaille ». En gascon, on utilise aussi le terme goudale (graphie des félibres) ou godala (graphie occitane) — probable métathèse de goulade, « goulée ».
Cette pratique était autrefois courante et perdure aujourd'hui encore, notamment chez les personnes âgées en milieu rural. Il semblerait qu'elle ait aussi existé au nord de la Loire : dans le dernier volume de la Chronique des Pasquier intitulé La Passion de Joseph Pasquier, Georges Duhamel parle d'une pratique déjà ancienne : « On lui servit un bouillon de viande, un consommé chaud dans lequel il versa, d'emblée, une grande bolée de vin rouge. Il expliqua : "- C'était une coutume de mon père" », qu'il appelle le champoreau et qui est le chabrot.

## Usage actuel
C'est un usage qui perdure encore, notamment dans le sud-ouest de la France. Jean Rebier (1879-1966), fondateur de la revue Lemouzi, décrit la pratique du chabrot comme encore actuelle, « la soupe est régulièrement suivie par un bon chabròl ». De même que l'ethnologue Albert Goursaud, décédé en 1975, en parle toujours au présent, dans son livre La société rurale traditionnelle en Limousin : ethnographie et folklore du Haut-Limousin et de la Basse-Marche publié l'année qui suivit sa mort. Dans son ouvrage il distingue les traditions qui se sont perdues de celles qui continuent au moment où il rédigeait. On faisait chabrot couramment, du moins à la campagne, jusqu'au milieu du XXe siècle.
Le Catalan Jaume Fàbrega, né en 1948, signale dans sa Cuina del país dels càtars que tout jeune, il a vu encore faire chez lui lo cabròt. Faire chabrot est aujourd'hui considéré comme un geste vieilli et campagnard.
À Mantoue, en Italie, on le fait d'habitude encore aujourd'hui[Quand ?] avec les agnolini in brodo (bouillon aux raviolis), en l'appelant, en dialecte, bevr'in vin (boire en vin)[réf. nécessaire].

Les chabrots à l'ancienne
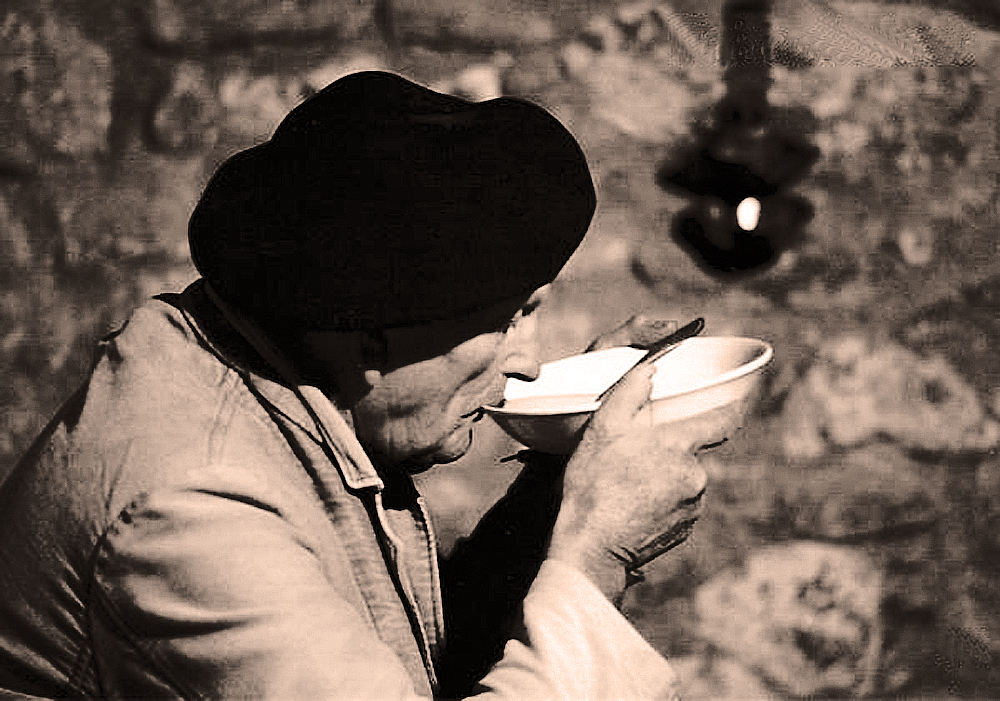
Chabrot dans les Baronnies
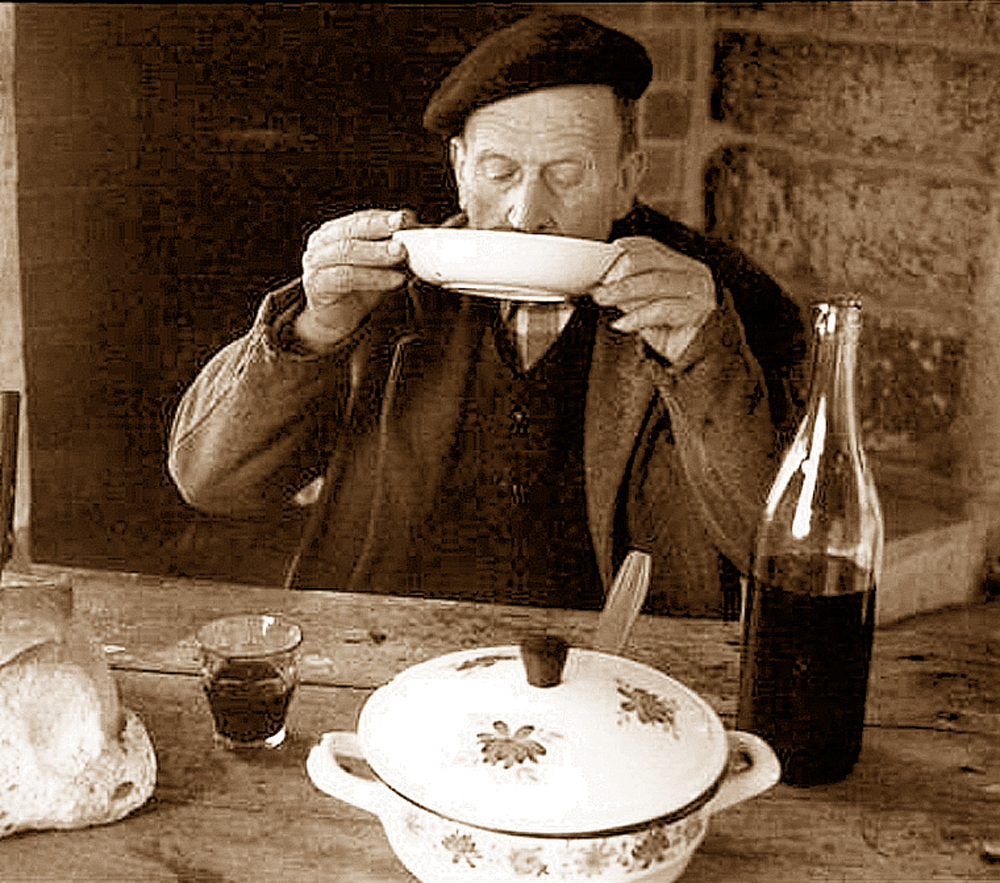
Chabrot dans les Alpes-de-Haute-Provence
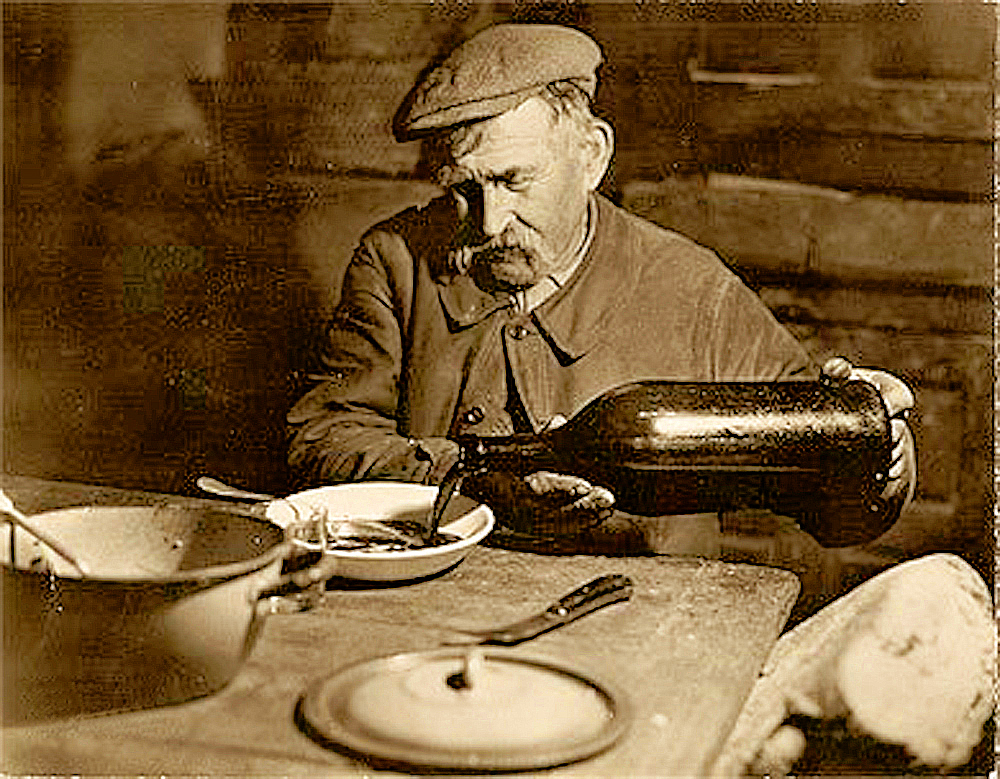
Chabrot dans le Lot
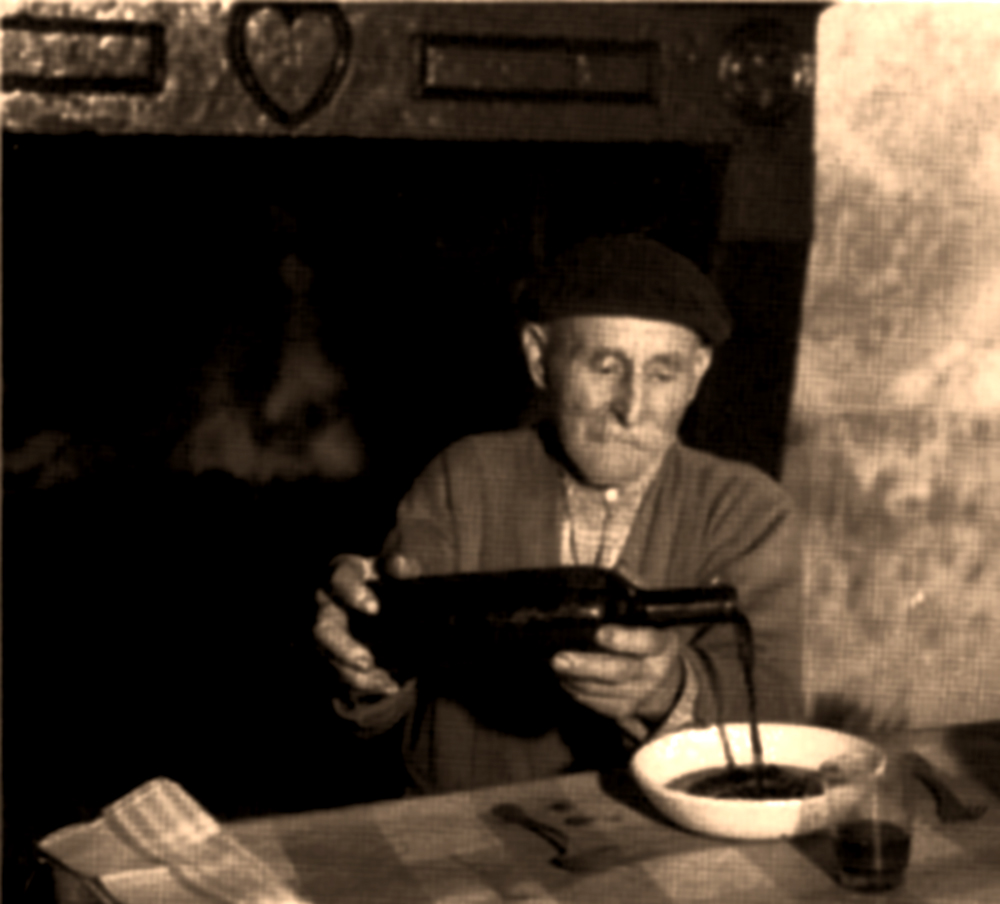
Chabrot dans les Hautes-Alpes
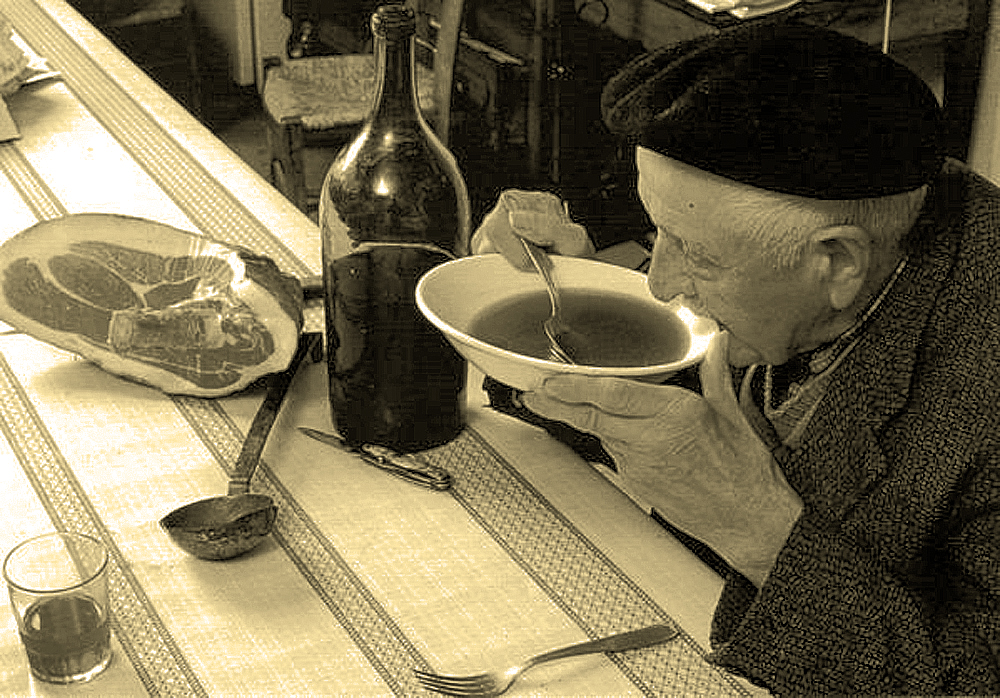
Chabrot dans les Cévennes